# Répétabilité
Ne doit pas être confondu avec reproductibilité.
La répétabilité peut être liée à un système (machine), un procédé ou une personne. Cette notion quantifie la capacité à reproduire une action ou une série d'actions.
La répétabilité est une notion utilisée en productique pour optimiser un procédé. Plus la répétabilité d'un organe est élevée plus la qualité de l'action est stable.
Ce calque de l'anglais repeatability n'existe pas dans le dictionnaire, mais il a été normalisé par l'AFNOR.

## Exemple
Un opérateur contrôlant visuellement à la chaîne la présence d'une vis sur une pièce métallique. La répétabilité de ce contrôle est limitée par :
- La vitesse de défilement des pièces métalliques,
- La fatigue visuelle,
- Les évènements extérieurs perturbant (bruits, mouvements, discussions...),
- La baisse d'attention.

Ce phénomène est très bien connu des ergonomes qui ont calculé une baisse très rapide de l'aptitude d'un homme à effectuer une action répétitive. Généralement dans l'industrie on impose aux personnels chargés d'un contrôle visuel répétitif de prendre une pause de 10 minutes toutes les deux heures. Si les temps de pause ne sont pas respectés alors la probabilité d'une erreur de jugement augmente très fortement faisant donc diminuer le taux de répétabilité de l'opération de contrôle.